# Carnevale di Verona
Le origini del Carnevale di Verona, di cui secondo il Comitato del Bacanàl del Gnoco che lo organizza, nel 2025 si svolge la 495ª edizione risalgono al tardo medioevo, e si può quindi considerare uno dei carnevali più antichi. Coinvolge in maniera appassionata e viva tutta la popolazione veronese ed ha il suo culmine nella sfilata che il giorno dell'ultimo venerdì prima della Quaresima attraversa e paralizza il centro di Verona con un corteo composto da gruppi provenienti anche da altri stati europei e dal Sudamerica.

## Le origini

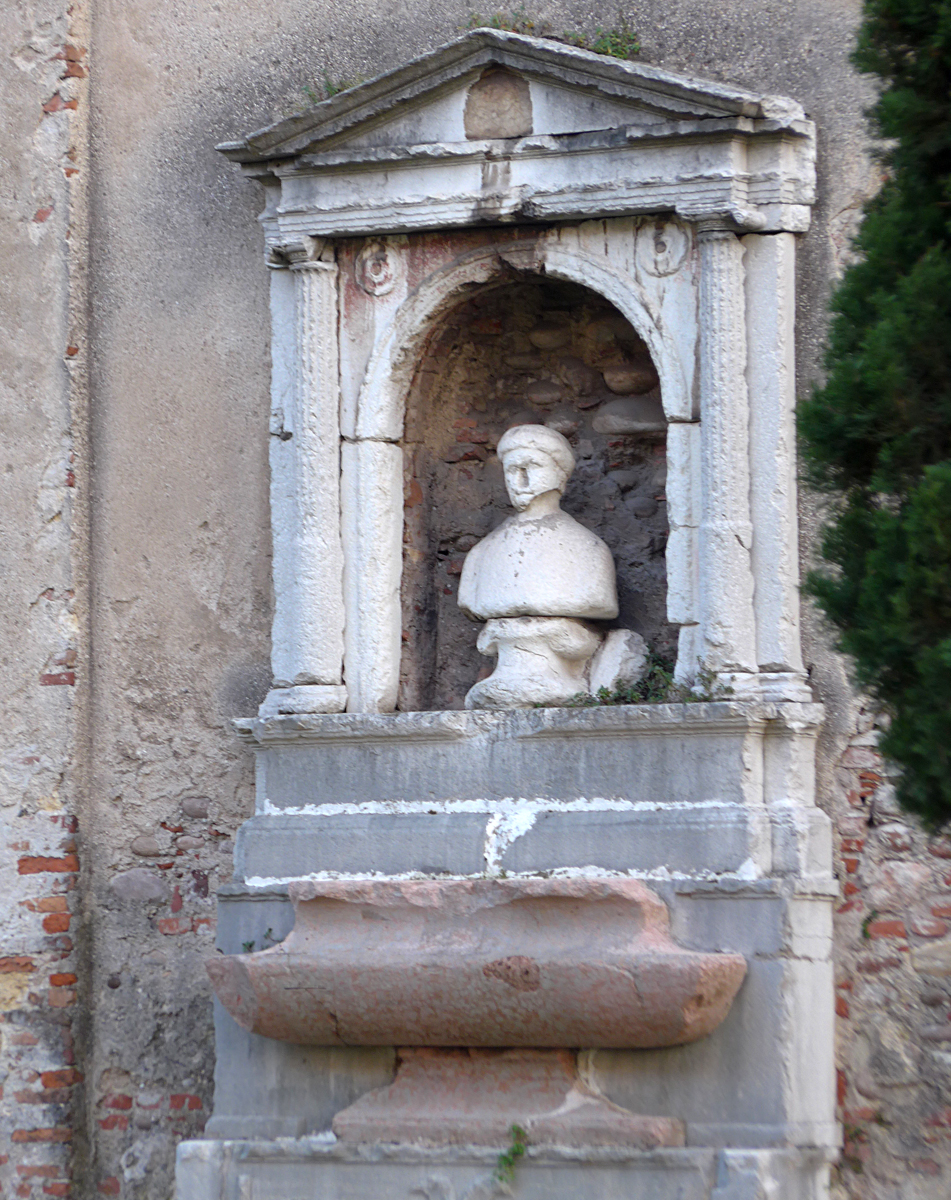
Verona, busto e arca di Tommaso da Vico.

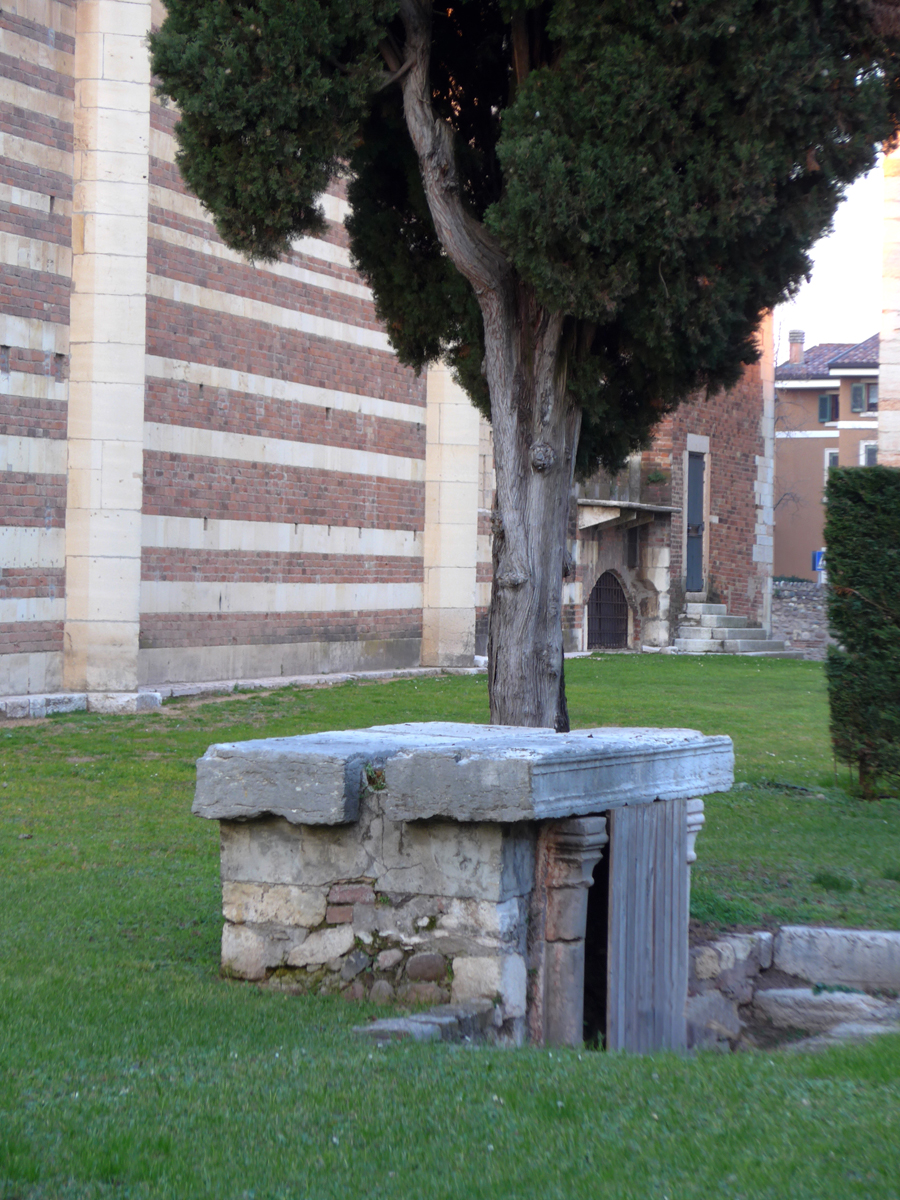
Verona, presunta tomba di Pipino. La lastra, detta "pietra del Gnocco", venne utilizzata come tavolo da Tommaso da Vico per servire gli gnocchi.

Risalente al tardo medioevo, il Carnevale di Verona (il nome originale è Bacanàl del Gnoco) affonda le sue radici ai tempi di Tommaso Da Vico, medico del XVI secolo che lasciò nel suo legato testamentario l'obbligo di distribuire annualmente alla popolazione del quartiere di San Zeno (dove si trova l'omonima Basilica) viveri ed alimenti. Questo almeno è quanto narra la tradizione popolare. In realtà nell'Archivio di Stato di Verona (mazzo 123, fascicolo 128 - sezione testamenti) è conservato il testamento del medico, redatto il 18 maggio 1531 dal notaio Bonifacio Dalla Mano: unico erede è il figlio Bartolomeo e del lascito a favore dei sanzenati non vi è traccia alcuna.
Nella "Istoria Veronese" scritta da Girolamo Dalla Corte si narra che, a causa di inondazioni devastanti dell'Adige (1520-1531) e delle incursioni dei Lanzichenecchi di Carlo V che combattevano Francesco I in Lombardia, la città di Verona era ridotta ad una carestia senza precedenti. Date le circostanze e la precarietà nel reperire le materie prime, i "pistori" (fornai) avevano cresciuto il loro calmiere per la produzione del pane. Essendoci scarsità di risorse monetarie per l'acquisto del pane da parte della popolazione e al tempo stesso scarso interesse a produrre quindi il pane, i fornai decisero di bloccare la produzione, non vendendo nemmeno quello già pronto. Ma il 18 giugno 1531 il popolo insorse in quel di San Zeno, dando l'assalto ai fornai e accaparrandosi pane e grano. La rivolta generale fu scongiurata grazie all'intervento di alcuni cittadini, che a proprie spese decisero di contribuire alla rifocillamento degli abitanti più poveri del quartiere, nel numero di dodici e su nomina. La tradizione dice che tra gli eletti ci fosse anche il Da Vico, indicato come "istruttore e restauratore" del "Baccanale del Gnocco", avendo di sua volontà distribuito viveri (pane, vino, burro, ecc.) ai "sansenati".
Nella piazza San Zeno esiste un tavolo in pietra detto "pietra del Gnocco": è qui che venivano invitati i poveri nel venerdì precedente la quaresima, detto "Venardi Casolàr". Adiacente sorge il piccolo monumento del Da Vico (morto nel 1531), il cui epitaffio recita: "Thomas Vicus Philosoph, Medicus et inter rarissimos praeclarus, hic et in his se jussit claudi lapidibus hoc asserens si vixi, resurgam. anno MDXXXI".

## Il carnevale secondo il Da Persico
Nella sua "Descrizione di Verona", il Da Persico indica come anno di istituzione del "Venardi Casolàr" (dal latino "Caseum": formaggio. Gli gnocchi erano infatti conditi tradizionalmente solo con burro e formaggio  ed erano fatti solo con farina e acqua perché l'uso della patata e del pomodoro non si erano ancora diffusi in Europa.  Tutti prodotti che i veronesi potevano trovare nella loro tradizione alimentare contadina. Poi venne chiamato Venardi Gnocolàr.) il 1405, fondato dalla spontaneo omaggio dei veronesi alla Repubblica di Venezia. Rifacendosi ai racconti dello Zagata, dice che "...una volta tornati i nostri ambasciatori, il Carroccio, dopo ben due secoli di dimenticanza, fu tirato fuori dall'Abbazia di san Zeno e recato in solenne processione nella grande piazza, mentre su di esso i capi dei magistrati inalberavano il glorioso stendardo di san Marco avuto in dono dal Doge della Serenissima". Tale carro allegorico, detto "Carro dell'Abbondanza", era un richiamo a quel carroccio veneziano, il bandierone di carta un'allusione allo stendardo e i putti...i 40 ambasciatori.
Alla luce della grave carestia che attanagliò Verona nel 1406, pare possibile che il nuovo Governo Veneto abbia inteso accaparrarsi il consenso del popolo istituendo la "Festa dell'Abbondanza" con"...largizioni di commestibili e coll'apparato di quegli arredi, coi quali pochi mesi innanzi s'erano in trionfo portate e poste le insegne del nuovo dominio".

## Ricorsi storici
Secondo un'altra fonte, le origini del Carnevale Veronese potrebbero avere inizio nella più antica "Festa di tutto il Popolo", istituita nel 1208 dal famigerato Ezzelino da Romano per la vittoria Ghibellina sui Guelfi, condannata aspramente da San Bernardino durante la sua predicazione quaresimale a Verona.
Più probabile una radice storica del Carnevale veronese che risalirebbe al tempo di Cangrande della Scala (il più grande signore di Verona) nel '300. Ogni anno, nel giorno dell'anniversario della traslazione del corpo di San Zeno, sul sagrato dell'omonima basilica avveniva una grande fiera che coinvolgeva mercanti (anche stranieri), e si svolgevano canti, balli e suonate di popolani, avventurieri e nobili tutti insieme. È quindi possibile che la tradizionale festa divenuta carnevale affondi le proprie origini in quel contesto, in quel periodo buio e al tempo stesso affascinante, dove una tale manifestazione poteva risollevare in parte la popolazione funestata dalla miserabile vita quotidiana, e poteva segnare una tregua nelle lotte intestine.

## Il carnevale nel '700
Gianalberto Tumermani (stampatore ed editore veronese), in uno scritto del 1759 racconta usi e costumi del tempo: animazione strepitosa di gente in maschera e cavalli con carrozze per le vie di Verona, le cerimonie dei nobili col magnifico convivio del Palazzo del Podestà, le compagnie di San Zeno accompagnate dalla musica, cavalieri che con spade in resta precedono il loro stendardo, l'omaggio di una corona di fiori sulla carrozza del Podestà al quale uno dei sanzenati, salito a cavallo di un asino bardato in maniera colorita, rivolge un complimento ed un saluto. Descrive quindi una processione di centinaia di persone uscite dalla corte pretoriana mostrando cibi e vino, per unirsi in un corteo nell'antistante piazza a figura di "bogon" (lumaca), in una spirale a tre giri. Il corteo, scrive il Tumermani, prosegue verso piazza San Zeno, dove ci sono persone che impastano e cuociono gnocchi per tutti. Inoltre al tavolo in pietra vicino alla statua del Da Vico c'è imbandita la tavola per i dodici bisognosi che mangiano anch'essi gli gnocchi. La festa proseguiva fino al mattino al palazzo del Podestà, che i cittadini il giorno dopo tornavano a ringraziare. Questa tradizione, nel periodo di dominio veneziano, era a carico dell'erario.
Un decreto del Capitanio di Verona, Francesco Donato, consentiva per l'11 luglio 1779 la riunione a San Zeno per l'elezione delle 36 persone contradaiole che dovevano formare la mascherata, i quali, con successivo suffragio, eleggevano il loro Capo della Mascherata. Tutti gli atti erano sigillati dal Notaio della contrada e riposti nell'archivio del parroco di San Zeno, con la chiave conservata dal più anziano Deputato del rione.

## Dal dominio francese al '900

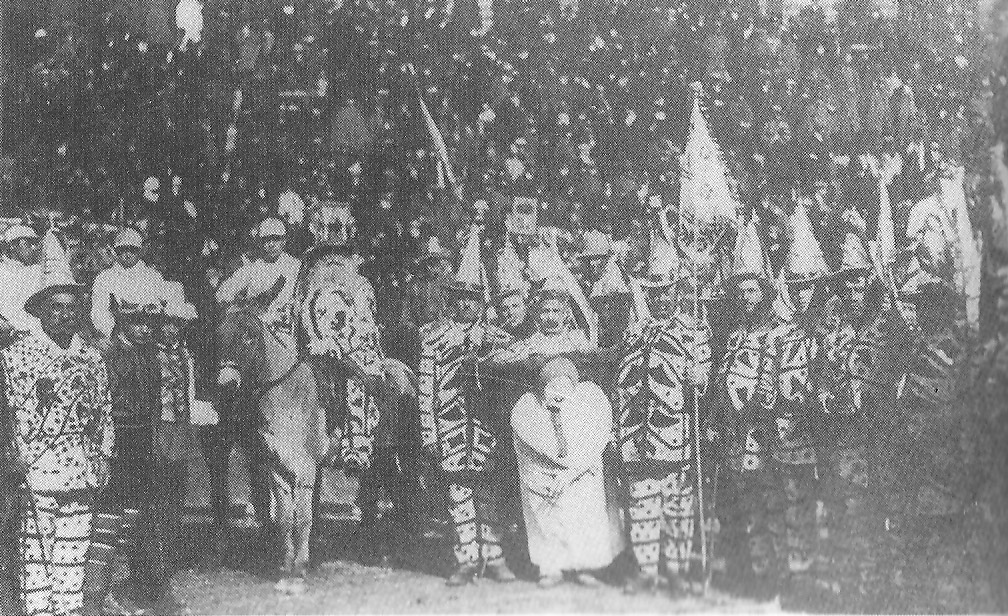
Maschere veronesi all'interno dell'Arena in una fotografia storica

Nemmeno l'invasione napoleonica riuscì ad estirpare la tradizionale festa. La festa continuò anche nel primo '800 e così durante la Repubblica Cisalpina, che anzi ne contribuiva alle spese. Nel 1806 fu il viceré Principe Eugenio a formalizzare un contributo di 6.000 lire per la realizzazione del Baccanale, restando a spese dei veronesi i carri allegorici. 

Carnevale nel quartiere di Santo Stefano nel 1884

Subentrati gli Austriaci, la festa proseguì ininterrottamente, in mezzo a mille difficoltà, fino al 1838 quando, per volontà del podestà Giovanni Orti Manara, riprese vigore e vennero introdotte novità essenziali come la Cavalcata di Tomaso da Vico, scortato da 24 cavalieri in costume del XVI secolo. Venne inoltre reintrodotto il Carro dell'Abbondanza, in ricordo del Carroccio veneziano. Il Baccanale ebbe vita florida fino al 1848, al crepuscolo della dominazione austriaca, quando quasi si interruppe e comunque perse ufficialità. Anche con l'unità d'Italia, pur riprendendo forma, non ci fu grande entusiasmo, tanto che nel 1900 venne sospeso.

## Dalla ripresa ai giorni nostri
Il 1923 fu l'anno in cui, per volontà di alcuni studenti, il Bacanàl del Gnoco riprese con tanto di elezione della "Reginetta di Verona". Dopo la parentesi per la Seconda guerra mondiale, il carnevale è ripreso in tutti i suoi elementi e tradizioni secolari, con la reintroduzione (1949) del Papà del Gnoco, figura allegorica che dapprima era vitalizia e per successione, mentre poi fu trasformata in elettiva (all'inizio avevano potere di voto solo i cittadini del quartiere di San Zeno, ad oggi tutti i cittadini veronesi).
Attualmente il carnevale non si limita al grande corteo dell'ultimo venerdì prima della quaresima (il "vènardi gnocolàr") che attraversa Verona con un centinaio tra carri allegorici e gruppi folkloristici lungo un percorso di 7 chilometri, ma l'attività delle maschere si svolge anche nei mesi precedenti e successivi, con sfilate nei carnevali della provincia, con partecipazioni ad eventi di beneficenza e con visite in ospedali, scuole e ospizi.

## Le maschere

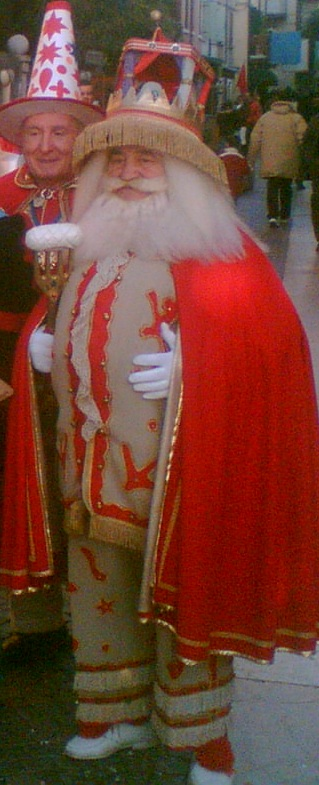
El Papà del Gnoco

Le maschere tradizionali del carnevale veronese sono molte e rappresentano tutti i quartieri di Verona:
- Papà del Gnoco (Quartiere San Zeno): nata nel 1531, è la maschera più antica d'Italia. È il Re del Carnevale Veronese e sfila anche in moltissimi carnevali della provincia. Il Venardi Gnocolàr è il suo giorno (e giorno della sfilata allegorica di Verona);
- Duca della Pignata (Quartiere S. Stefano): dal 1884 ha la sua festa nell'ultimo lunedì di Carnevale (el Luni Pignatàr o lunedì grasso), che si svolge in Piazza S. Stefano (vicino a Ponte Pietra). Insieme con lui sfila El Dio de l'oro;
- El Principe Reboano de la concordia (Quartiere Filippini): è la maschera del quartiere storico della città, lungo la riva destra dell'Adige. Il suo giorno è il sabato della settimana del Carnevale, giorno in cui si tiene anche la regata storica;
- Re Saltucchio e la Regina Caterina (Quartiere Porto San Pancrazio): si festeggia il martedì grasso. Sono le maschere di Porto San Pancrazio, nate nel 1952 dalle ricerche del poeta Mario Marcolini che è andato a pescare una leggenda nata attorno al 1622. Si narra che Saltucchio e Caterina vennero ad abitare nella zona del Porto, e diedero vita a due nuove maschere, il re e la reginetta di San Pancrazio (precedentemente Re Saltucchio veniva chiamato Re del Buso del Gato e/o Re Lazzaro ma questo diede vita a soprannomi "antipatici" come Re del Buson e/o Re Lazzaron quindi venne presa la decisione di chiamarlo Re Saltucchio come la leggenda del poeta Mario Marcolini). Nella sfilata, la famiglia di Saltucchio è seguita dai paggetti e gattine, con richiamo al "buso del gato" del Porto. Durante la sfilata vengono accompagnati dalle biciclette storiche appartenenti al gruppo folkloristico di Porto San Pancrazio composte da Bicicli, velocipedi, draisine e velocini.
- Re Teodorico (Quartiere Carega e Centro storico);
- Il Barone di Sanzenetto e Cangrande della Scala (Quartiere San Zeno);
- Simeón de l'Isolo (Quartiere Veronetta): rione storico sulla riva sinistra dell'Adige, si festeggia il lunedì grasso con sfilata attraverso il quartiere partendo da Piazza Santa Toscana;
- El conte Polentón (Quartiere Borgo I Maggio);
- Madonna Verona (Verona Centro): rappresenta il centro di Verona, dove nella famosa Piazza Erbe insiste l'omonima statua con fontana;
- Fedrigo dal porto (Quartiere San Zeno-Boscarèl);
- La parona de Parona (Frazione Parona): nata nel 1969 dal quartiere dove tradizionalmente il mercoledì delle ceneri si tiene la "Festa de la Renga", con distribuzione di polenta e aringa alla griglia sotto sale;
- Mastro mugnaio del molin de le asse e la mugnaia (Quartiere Borgo Trento);
- I Villotti lavandari (Quartiere Avesa);
- Attila - El barossiér la so dona (Quartiere Quinzano): la maschera di Attila è nata nel 1982. El barossiér e la so dona rappresentano il lavoro più antico della zona, cioè il carrettiere, che trasportava i materiali estratti dalle cave di Quinzano;
- L'Orlando Furioso e l'Angelica (Quartiere Borgo Roma);
- Re Goloso e Miss Golosine (Quartiere Golosine);
- Duca della Pearà e la Duchessa (Quartiere Indipendenza – Santa Lucia): la pearà è una salsa per bolliti tipica veronese fatta di pane raffermo, brodo e, appunto, pepe in quantità;
- Castaldo de la Chioda (Quartiere La Chioda – Madonna di Dossobuono);
- Re Sole (Quartiere Borgo Milano);
- L'Aseneto (Quartiere Saval);
- El sior della Spianà (Quartiere Stadio);
- Gian Burrasca (Quartiere Zona Bassón);
- El Torototela (Discendenza dei Longhin);
- Re del magnarón (Frazione Montorio);
- La Bia, Bepo Patata e il Generale Radecio (Sei Borghi-Borgo Venezia);
- Mastro Sogàr (Quartiere San Michele);
- Re dela Stanga (Quartiere Croce Bianca);
- Scciapasoche de Arbissàn (Arbizzano);
- La Donzelletta (Quartiere Borgo Nuovo);
- Duca della Seola (Quartiere Santa Croce): nella zona esisteva un'antica fattoria (la Ceolara o Seolara) attorno alla quale si coltivavano cipolle.

## I Premi

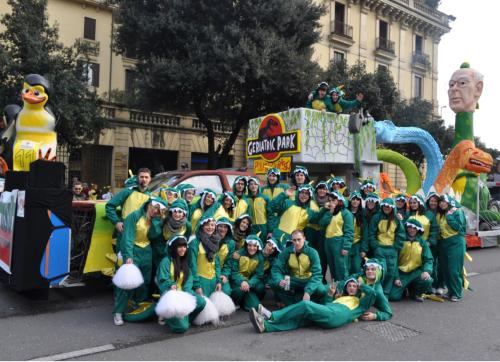
Un carro alla sfilata del Carnevale di Verona

Il carro più bello della sfilata, che viene giudicato da un insieme di giuria e pubblico, viene premiato col bogón d'oro (lumaca d'oro). Il riconoscimento si rifà all'antico carnevale, quando le maschere sfilavano in un corteo a forma di chiocciola.

## I piatti tradizionali
Gli gnocchi  preparati in piazza San Zeno sono accompagnati alla pastissada de cavàl e al pomodoro. La pastissada de cavàl viene anch'essa da una tradizione: in occasione del tremendo scontro tra due eserciti, quello di Odoacre e quello di Teodorico nel 488, erano rimasti sul campo centinaia di cavalli, anch'essi, come molti combattenti, vittime dello scontro. La popolazione affamata chiese al vincitore Teodorico il permesso di utilizzare quella carne. Il nuovo sovrano lo concesse ma, data la grande abbondanza di carne, si cercò di prolungarne la durata immergendola in vino e spezie (cipolla). La successiva cottura diede vita al celebre piatto, consumato tutt'oggi generalmente con la polenta "molle" o appunto con gli gnocchi.